# .sv
.sv je vrhovna internetska domena (country code top-level domain - ccTLD) za Salvador. Domenom upravlja SVNet.

## Vanjske poveznice
- IANA .sv whois informacija  Arhivirana inačica izvorne stranice od 7. listopada 2008. (Wayback Machine)